# Faust – Im Sog des Seelen-Fängers
Faust – Im Sog des Seelen-Fängers (internationaler Titel: Soul Catcher) ist ein von den Werken Goethes und Marlowes inspirierter Porno-Spielfilm.

## Handlung
Der Film umfasst fünf Zeitepochen und beginnt 1358 in Deutschland. Der Krieger Faust Pietro arbeitet nach vielen Kämpfen für die gute Seite. Er hat Margarete geheiratet. Faust hatte jedoch seine Seele dem Teufel versprochen, der die Heirat nicht gutheißt. Der Teufel führt Faust daher in die Zukunft, um ihm die Auswirkungen seines Tuns aufzuzeigen.
Zunächst springt die Handlung ins Jahr 1961 und geht davon aus, dass Deutschland den Zweiten Weltkrieg gewonnen und die USA besetzt hat. Geschäftsleute wie der Filmproduzent Richard arbeiten mit den Nazis zusammen. Richard hat eine Beziehung mit einer Geliebten, während seine Frau Kathy sich mit dem Filmstar Marilyn vergnügt. Marilyn wiederum liebt Andrew, der der Anführer des Widerstands ist. Dies findet Richard heraus und nutzt es mit Unterstützung des Teufels aus.
Dann erzählt der Teufel Richard eine Geschichte über Odet, die im Zweiten Weltkrieg eine frühere Landung der Alliierten ermöglicht hätte. In dieser zeitlichen Epoche ist Odet mit einem SS-Offizier verheiratet. Ein General ist mit Kamasu verheiratet. Der Film endet mit einer apokalyptischen Vorschau ins Jahr 2019 und damit, wie alles im Jahre 33 n. Chr. begann.

## Hintergrund
- Es existiert eine FSK-16-Version des Films, die von Goldlight vertrieben wird. Diese hat eine Länge von 60 Minuten.[1]